# Lika Chartschilawa
Lika Chartschilawa (georgisch ლიკა ხარჩილავა; * 4. August 2000 in Tiflis) ist eine georgische Leichtathletin, die sich auf den Sprint spezialisiert hat.

## Sportliche Laufbahn
Erste internationale Erfahrungen sammelte Lika Chartschilawa im Jahr 2021, als sie bei den Balkan-Meisterschaften in Smederevo mit 12,40 s in der Vorrunde im 100-Meter-Lauf ausschied und über 200 Meter mit 26,08 s auf Rang fünf im C-Lauf gelangte. Im Jahr darauf schied sie bei den Balkan-Hallenmeisterschaften in Istanbul mit 7,89 s im Vorlauf über 60 Meter aus und 2023 wurde sie bei der 3. Liga der Team-Europameisterschaft im Rahmen der Europaspiele in Chorzów in 12,55 s Fünfte im B-Lauf über 100 Meter. Zudem gelangte sie mit der georgischen 4-mal-100-Meter-Staffel mit 50,88 s auf Rang sieben. Im Jahr darauf verpasste sie bei den Balkan-Hallenmeisterschaften in Istanbul mit 7,84 s den Finaleinzug im 60-Meter-Lauf und im Juni schied sie bei den Freiluft-Balkan-Meisterschaften in Izmir mit 12,26 s im Vorlauf über 100 Meter aus und gelangte im 200-Meter-Lauf mit 25,79 s auf Rang vier im C-Lauf. Im August nahm sie dank einer Wildcard an den Olympischen Sommerspielen in Paris teil und schied dort mit 12,37 s in der Vorausscheidungsrunde aus. 2025 schied sie bei den Balkan-Hallenmeisterschaften in Belgrad mit 7,93 s im Vorlauf über 60 Meter aus, ehe sie bei den Halleneuropameisterschaften in Apeldoorn mit 7,76 s in der ersten Runde ausschied. Ende Juni trat sie bei der 3. Liga der Team-Europameisterschaft über 100 und 200 Meter sowie über 4-mal 100 und in der Mixed-Staffel über 4-mal 400 Meter an. Anschließend verpasste sie bei den Balkan-Meisterschaften in Volos mit 12,35 s den Finaleinzug über 100 Meter und gelangte über 200 Meter mit 25,09 s auf den zweiten Platz im C-Lauf.
2021 wurde Chartschilawa georgische Meisterin im 100- und 200-Meter-Lauf sowie 2025 über 100 Meter. Zudem wurde sie 2021, 2022 und 2025 Hallenmeisterin im 60-Meter-Lauf.

## Persönliche Bestzeiten
- 100 Meter: 12,16 s (+0,2 m/s), 22. Juni 2024 in Almaty
  - 60 Meter (Halle): 7,76 s, 9. März 2025 in Apeldoorn
- 200 Meter: 25,09 s (+0,7 m/s), 27. Juli 2025 in Volos